# ایران آندریله ده الیویرا
ایران آندریله ده الیویرا (پرتغالی: Iran Andrielle de Oliveira؛ زادهٔ ۱۴ ژوئن ۱۹۷۹) که به اختصار ایران هم نامیده می‌شود بازیکن فوتبال اهل برزیل است که در پست دفاع چپ بازی می‌کند.
از باشگاه‌هایی که در آن بازی کرده‌است می‌توان به باشگاه فوتبال کورینتیانس و باشگاه فوتبال بوتافوگو اشاره کرد.